# Гунько, Геннадий Евгеньевич
Гунько Геннадий Евгеньевич (род. 22 мая 1960 года, Шахты, СССР) — российский танцор-профессионал и педагог бальных танцев. Организатор танцевально-спортивный центра «Форум» (г. Москва), международных турниров «Рождество», шоу «Ночь танцевальных звёзд», Всемирных конгрессов по общественному танцу под эгидой WD&DSC, РТС и созданной с Аллой Чеботарёвой Международной академии танцевального искусства. Лауреат премии Русского танцевального союза «Легенда танцевального спорта».

## Биография

### Танцевальная карьера
С детства увлекался спортом и музыкой. Занимался в хореографическом кружке, с 16-ти лет бальными танцами. Тренировался у педагога Александра Лычкова.
В 1990 году участвовал во II Московском международном турнире по бальным танцам в паре с Аллой Чеботарёвой. Вышли в финал как в европейской программе, так и в латинском турнире, однако первое место так и не получили.
В паре с Аллой Чеботарёвой шесть лет подряд — чемпионы страны по стандарту и St сэквею. Чемпионы СССР в La (1991 г.), чемпионы страны в La сэквее (1991 и 1993 г.), чемпионы страны в 10 танцах (1991 г.)
С 1991 по 1996 г. шесть раз — бронзовые призёры чемпионатов мира по европейскому сэквею; четырёхкратные финалисты Кубков мира по St и 10 танцам, финалисты Кубка мира по La; шестикратные полуфиналисты чемпионатов мира и Европы по St; полуфиналисты Rising Stars Блэкпульского фестиваля, International, Открытого чемпионата США; призёры Открытых чемпионатов Германии, Дании, Норвегии, Италии, Голландии, Канады, Франции, Австрии, международных соревнований в США, Канаде, Китае. Победители турнира «Восходящие звезды» в Монреале, Открытого чемпионата Бельгии, «Кубка мастеров» в Голландии, обладатели «Кубка Золушки» в Антверпене (за три победы в турнирах за 5 лет).
В течение 8 лет танцевальная пара находилась за рубежом, изучая искусство танца. Вернувшись в Россию, они создали танцевальный Центр "Форум", который воспитал огромное количество звёздных пар, стали первыми в России организаторами трёх конгрессов по общественному танцу.
В 1996 году закончил танцевальную карьеру.
С 1998 года на преподавательской работе в РАТИ (ГИТИС).